# Familia Tót (film)
Familia Tót (în maghiară Isten hozta, őrnagy úr!, literal Bine ați venit, domnule maior!) este un film satiric și dramatic din 1969 al regizorului maghiar Zoltán Fábri, după un scenariu al acestuia, ecranizare a romanului scurt Tóték (Familia Tót) al scriitorului István Örkény.
Filmul a avut un mare succes de public, cele mai importante două roluri fiind interpretate de Zoltán Latinovits și Imre Sinkovits.

## Acțiunea filmului
Filmul începe cu prezentarea locului acțiunii de către un narator, în stilul basmelor. Este un sat plăcut, liniștit, din nordul Ungariei. Unul din personaje este Lajos Tót, șeful echipei de pompieri, om de vază în sat, respectat de toți locuitorii, fiind prietenos și plin de demnitate. Duce o viață de familie exemplară. Soția lui, Mariska, îl adoră. Pentru fiica lui adolescentă, Ági, tot ce este frumos în lume este reprezentat de tatăl ei.
Este vremea celui de-al Doilea Război Mondial. Poștașul satului este mobilizat pe front, fiind înlocuit de Gyuri, un tânăr cu o ușoară dizabilitate mintală, care este și el plin de adorație pentru Tót. În sat nu se primesc vești rele de pe front, pentru că Gyuri nu înmânează cărțile poștale prin care sunt anunțate.
Într-o zi, Gyuri aduce plin de bucurie o carte poștală de la fiul familiei Tót, Gyula, învățător în viața civilă, care este de asemenea sublocotenent pe front. Acesta își anunță familia că maiorul Varró, care îi este comandant, are nervii zdruncinați din cauza atacurilor partizanilor și este trimis în concediu medical pentru două săptămâni, iar Gyula i-a recomandat să meargă la ei. Îi avertizează pe părinți că maiorul nu suportă gălăgia și unele mirosuri, fără să precizeze care sunt acestea. Pentru orice eventualitate, Tót cheamă vidanjorii să golească privata din grădină.
Naratorul spune că părinții sunt foarte mândri de Gyula. Toți vizitatorii lor trebuie să-i admire pozele de la diferite vârste expuse pe perete.
Gyuri aduce din nou o carte poștală, prin care Gyula anunță că maiorul va porni peste două zile și că ține foarte mult la curățenie. Familia curăță fiecare colțișor al casei și o trimite pe Ági să împrumute de la locuitori ai satului tot felul de obiecte de care cred că ar avea nevoie maiorul. Astfel tot satul este impresionat de cinstea care i se face familiei, iar Ági fabulează din ce mai mult în legătură cu maiorul. Mai vine o carte poștală, cu vestea că maiorul suferă de insomnie, la care Tót îl roagă pe șoferul autocarului care trece prin sat să nu claxoneze timp de două săptămâni, iar lui Gyuri îi spune să nu mai enerveze câinii după cum îi este obiceiul.
Familia iese cu mica fanfară a pompierilor să-l întâmpine pe maior la stația autocarului. Își închipuie că trebuie să fie înalt și țanțoș. Coboară un asemenea ofițer, dar este altcineva. După plecarea autocarului zăresc de partea cealaltă a drumului un om șezând chircit pe o valiză. El este maiorul. Se comportă ciudat. Din când în când se întoarce brusc ducând mâna la tocul pistolului. Spune familiei să-și ducă viața obișnuită, ca și cum el n-ar fi acolo, că rămâne numai dacă nu-i deranjează, dar izbucnește în unele momente împotriva unor comportamente pe care și le închipuie despre Tót, de pildă că se uită la ceva care se află în spatele maiorului. La ideea lui Ági și la insistența ei și a soției, Tót își trage casca de pompier peste ochi în ciuda regulamentului. Este un prim compromis pe care îl face, cu conștiința faptului că astfel dăunează propriei sale demnități.
Pe drumul către casă, maiorul își închipuie la un moment dat că este pe front și se comportă ca atare, o dată trăgând chiar cu pistolul, apoi cade brusc și adoarme.
Acasă, familia îl spală și îl culcă pe maior. A doua zi, maiorul este odihnit și alert. Este mulțumit, mănâncă cu poftă și promite familiei că se va îngriji ca Gyula s-o ducă bine pe front. Seara, familia stă mulțumită pe banca din curte. La un moment dat, potrivit unui obicei al său, Tót se întinde și geme cu voluptate, zgomotos. Maiorul iese iritat. Tót trebuie să facă un nou compromis, renunțând la acest obicei.
Noaptea se aude cucul ceasului de pe peretele camerei de zi. Maiorul se repede din camera lui, oprește ceasul, apoi are impresia că a intrat un dușman și trage cu pistolul. După aceea, având insomnie, nu se mai culcă, iar familia stă cu el. Maiorul îi propune lui Tót să joace șah, cărți sau domino, dar acesta nu știe niciun fel de joc. Maiorul îi atrage atenția asupra pericolului lipsei de activitate. Spune că el, ca să refacă echilibrul psihic al soldaților lui când nu au ce face, îi pune să-și taie nasturii și să-i coasă la loc. Ca să-l asigure pe maior că ei nu sunt inactivi, Ági spune că ea și mama ei obișnuiesc să facă cutii pentru o fabrică, din cartoane furnizate de aceasta. Îi arată imediat cum se face. Maiorului îi place ideea, se apucă și el să facă cutii, fredonând încântat. Între timp, Tót ațipește pe un scaun. Maiorul îl invită și pe el să participe, dar acesta se eschivează, întrebând ce s-ar spune în sat dacă s-ar afla că el face așa ceva. Maiorul îi reproșează că disprețuiește această activitate și spune că a doua zi va pleca. Tót cedează din nou, dar nu-i prea reușesc cutiile. În plus, familia dă semne de oboseală, dar nu și maiorul. Tót picotește și cască o dată zgomotos, la care maiorul spune că pleacă imediat și se și apucă să-și facă bagajele. Familia îl roagă să nu se supere, iar la întrebarea maiorului ce i-ar plăcea, Tót spune că ar mai face niște cutii. Se opresc din lucru abia în zori.
În ziua aceea sosește la poștă o telegramă cu vestea să Gyula a căzut pe front, și totodată o carte poștală de la acesta. Gyuri hotărăște că numai aceasta este valabilă, și o duce bucuros familiei.
Viața continuă în modul impus de maior. El doarme ziua, perioadă în care membrii familiei ațipesc din când în când în timp ce încearcă să-și îndeplinească îndatoririle. Maiorul mai are încă o idee, pe care o pune în aplicare în timpul zilei: să vopsească în culori țipătoare lambriurile și ușile din casă.
Într-o noapte când fac cutii, maiorului iar i se pare că Tót se uită undeva în spatele lui, iar acesta spune că urmărea un fluture. Maiorul îl face să recunoască că se și gândea să omoare fluturele, apoi dezvoltă ideea că nu e bine ca subordonații să gândească în timp ce trebuie să facă ceva, și că Tót își permite să-i umble gândurile aiurea pentru că în timpul acesta el, maiorul lucrează cel mai mult. Pune întrebarea care este cauza acestei situații, la care tot lui Ági îi vine o idee: anume că tăietorul lor de cartoane este prea mic. Maiorul este încântat de idee, iar Ági este și ea încântată, căci maiorul o pupă pe obraji. În zori, înainte de a merge la culcare, maiorul îi dă de înțeles lui Tót ce are de făcut. Acesta pornește cu fiică-sa și cu un muncitor să caute material pe o grămadă mare de fier vechi. Muncitorul găsește ceva potrivit, în timp ce Tót doarme într-o țeavă mare de metal. În noaptea aceea, Mariska și Ági pot în sfârșit să doarmă, cea din urmă având visuri romantice despre maior, în timp ce acesta și Tót lucrează la tăietor. În noaptea următoare, mama și fiica mai pot dormi, dar numai până la miezul nopții, când maiorul le trezește, tăietorul fiind gata. Maiorul este încântat, scula cea nouă putând tăia zece cartoane dintr-odată. Își manifestă recunoștința față de familie, spunând că îl va lua pe fiul lor să doarmă în camera lui, clădirea respectivă având pază dublă. Se apucă imediat de lucru. Productivitatea este considerabil mărită. Casa și curtea se umplu din ce în ce mai mult cu cutii.
Maiorul se simte cu nervii liniștiți, întinerit. Merge împreună cu Tót la cârciumă, unde face elogiul confecționării cutiilor ca al unei activități înălțătoare, de o frumusețe pură, cea mai bună care există, cea mai demnă de ființa umană. Expune în fața celor adunați în jurul lui ideea convingerii întregii omeniri să se dedice acestei activități, dar nu în mod uniform. Fiecare națiune ar face cutii de o formă și o culoare aparte. Și rușii ar avea voie să facă cutii după ce vor fi învinși, dar numai mici, ca de chibrituri. Dacă ideea aceasta va învinge, toată omenirea le va binecuvânta numele.
Într-o noapte, Tót nu-și poate stăpâni un căscat în timpul lucrului la cutii, și maiorul supărat se duce să-și facă bagajele. Mariska și Ági îl imploră să-și ceară iertare, dar el refuză. Mariska nu-l mai respectă. Îi reproșează că este orgolios și nu-l interesează decât prestigiul lui, pe când pentru ea este important numai fiul ei. Până la urmă Tót își cere totuși iertare, iar maiorul îl obligă să țină în gură un obiect care să-l împiedice să caște. Dimineața Tót pleacă de acasă.
Acasă la preotul satului, după amiază, acesta își face siesta pe canapea. Se trezește auzind sforăituri. Sub canapea doarme Tót. Preotul îl trezește, iar Tót îi mărturisește că îi vine mereu să se ascundă, chiar și atunci, sub sutana preotului. La biserică, Mariska se roagă ca cele patru zile care au mai rămas din concediul maiorului să treacă cu bine, iar fiul ei să nu pățească nimic. În timp ce se roagă, aude sforăituri. Vin de la Tót, care doarme sub altar. Mariska îl duce acasă făcându-i reproșuri. Tót se retrage în privată, unde stă până la cină. Noaptea participă la confecționarea cutiilor, iar dimineața se retrage din nou în privată.
Mariska se duce la biserică, spunându-i lui Ági să aibă grijă ca maiorul și Tót să nu se întâlnească. Maiorul iese să-l caute pe Tót, iar între timp Ági se dezbracă și se culcă în patul lui. Acesta îl găsește pe Tót, care nu vrea să iasă din privată. Furios, maiorul se duce în camera lui. O vede pe Ági în pat, dar își exprimă numai furia și își face bagajele. Ági iese în fugă și merge după mama ei la biserică. Împreună caută să-l oprească pe maior, care deja este pe cale să iasă din curte cu valizele în mână. Totuși, la rugămintea femeii, merge să vorbească cu Tót. Îl acuză că stă acolo ca să gândească și să facă cine știe ce planuri, dar Tót spune că doar stă și profită de liniște. Îi spune maiorului să încerce și el să vadă cât de bine este în privată. Acesta se așază înăuntru, și Tót lângă el. Maiorului îi place că se aude foșnetul frunzelor și zumzăitul unei insecte. Mariska le aduce bere. Maiorul își manifestă satisfacția că neînțelegerile care au fost la început între ei au trecut, și este foarte vesel și prietenos. Tót se preface că și el este vesel.
În ultimele trei zile se pare că lucrurile au intrat în stare de echilibru. Tót ajunge să facă perfect cutiile, dar de la fabrică nu vin destul de des ca să le ridice, așa că nu mai au loc nici în casă, nici în curte, și mama cu fiica se duc să arunce o parte din ele în pârâu. De oboseală, familia face totul pe dos când maiorul doarme, dar au foarte mare grijă ca pe el să nu-l supere.
În ziua plecării, familia îl conduce pe maior la autocar, acesta pleacă, iar ei răsuflă ușurați. Ajunși acasă, aruncă cutiile afară în curte, iar Tót repune în funcție ceasul cu cuc și scoate tăietorul afară, spunând că totul revine la normal. Seara familia se așază pe banca din curte. Tót se întinde ca altădată, dar geamătul îi este întrerupt de apariția maiorului. Acesta le spune că în oraș i s-a comunicat că trenurile spre front nu vor circula timp de trei zile, din cauza unui pod aruncat în aer de partizani. Dorește să se apuce imediat de făcut cutii, dar vede că tăietorul nu mai este în camera de zi. Tót îi spune că este în spatele casei și îl invită pe maior să-i arate unde. Amândoi ies afară și după un moment, mama și fiica rămase în casă aud trei lovituri ale tăietorului. Când Tót revine în casă, Mariska îl întreabă dacă l-a tăiat în trei. El răspunde că în patru părți egale, iar Mariska îi spune că el a știut totdeauna ce și cum trebuie făcut.
Filmul se termină cu fotografia lui Gyula arzând treptat, pe fondul căreia naratorul relatează că în acea zi a sosit prin poștă de la spitalul de campanie inventarul celor câteva obiecte personale ale băiatului, pe care le enumeră.

## Rolurile mai importante
- Zoltán Latinovits: maiorul Varró
- Imre Sinkovits: Lajos Tót, șeful echipei de pompieri
- Márta Fónay: Mariska, soția lui Tót
- Vera Venczel: Ágika (Ági), fiica lui Tót
- Antal Páger: preotul Tónay
- István Dégi: Gyuri, supleantul poștașului
- Iván Darvas: naratorul

## Antecedentele filmului
Subiectul filmului a fost dezvoltat mai întâi de István Örkény la începutul anilor 1960 sub forma unui scenariu, și în această formă a ajuns prima oară la regizorul Zoltán Fábri, dar acesta l-a lăsat pentru moment la o parte, lucrând la alte filme. Apoi Örkény a transformat scenariul într-un roman scurt, apărut mai întâi într-o revistă, în 1966, apoi în volum, în 1967, împreună cu alte proze scurte. În același an, scriitorul a adaptat textul pentru teatru, piesa având un succes deosebit, inclusiv internațional, fiind jucată în Franța, Polonia, Finlanda, Germania, Bulgaria, Uniunea Sovietică. Printre alții, rolul maiorului a fost jucat pe scenă de Zoltán Latinovits, care l-a jucat și în film. Zoltán Fábri a scris scenariul acestuia pe baza romanului.

## Interpretări și critici
După criticul Dávid Klág, filmul are un mesaj universal. Cuplul Tót sunt oameni simpli nevoiți să fie pe placul unui om distrus psihic de război, dar abuziv, care se supără și îi disciplinează când lucrurile nu merg așa cum dorește el. Gazdele îl suportă la nesfârșit, Tót ajungând până la extremul umilirii. Filmul se remarcă și prin anumite procedee cinematografice care servesc realizării comicului absurd: dispariția persoanelor realizată prin montaj, care face totodată tempoul mai rapid, accelerări care exprimă isterizarea personajelor (de exemplu venirea soției cu berea), elemente din filmele comice mute (fotografii, inserarea de texte scrise) etc..
Istoricul de cinema Györgyi Vajdovich analizează filmul din punctul de vedere al adaptării grotescului nu numai de situație, ci și de limbaj ce caracterizează proza lui Örkény, la limbajul cinematografic, în care este practic imposibil de redat grotescul de limbaj. Fábri reușește să suplinească grotescul de limbaj prin mijloace cinematografice. La aceasta servesc numeroase scene, de exemplu cea de la începutul filmului, cu comportamentul maiorului pe ulițele satului ca pe front, sau cea în care trage cu pistolul în casă. Jocul actorilor este de asemenea un procedeu al grotescului. De pildă Ági este grotescă prin felul în care reacționează la orice cu gesturile unei fetițe de 6-8 ani. Maiorul este un personaj contradictoriu până la grotesc, apărând ba ca un reprezentant al puterii, ba ca un maniac ce frizează nebunia, ba ca un musafir care acceptă cu umilință serviabilitatea gazdelor. Cade într-un mod atât de imprevizibil dintr-o extremă în alta, încât supunerea familiei poate fi interpretată ca acceptarea absurdității lumii. Absurditatea întregii situații decurge și din faptul că dorințele maiorului nici nu pot fi satisfăcute din cauza imprevizibilității lor. Grotescul apare și prin prezentarea spațiului, bunăoară prin culorile țipătoare cu care maiorul vopsește interiorul, sau prin înmulțirea cutiilor, până la formarea unui labirint în curte. Elementele menite a-l destabiliza pe spectator se multiplică tot mai mult spre sfârșitul filmului, exprimând prin aceasta accentuarea absurdității lumii.
Attila Kriston observă că filmul prezintă cel puțin trei niveluri de sens. Unul se referă la efectul distrugător al războiului, prezent indirect, numai prin deformarea personalității maiorului. Altul semnifică prăpastia socială dintre maior și familia Tót. Primul reprezintă clasele sus-puse, cealaltă – mica burghezie. Al treilea nivel de sens are în vedere chestiunea puterii. Situația de bază este cea a confruntării dintre un conducător conform normelor unei comunități mici, model al acesteia, și un conducător aparținând puterii statului, model „de principiu”. Umilirea primului este tot atât de extremă ca și exercitarea puterii de către celălalt.
Dávid Klág consideră că filmul, deși a avut un mare succes de public, nu a fost apreciat la justa lui valoare, fiind eclipsat de alte filme, printre care și unul al aceluiași regizor, Băieții din strada Pál, nominalizat tot în 1969 pentru premiul Oscar. Doar actorul Zoltán Latinovits a primit premiul pentru cel mai bun actor la Revista Filmului Maghiar din 1970, și filmul a fost prezentat la Festivalul Internațional de Film de la Moscova din 1971.